# Park Narodowy „Smolnyj”
Park Narodowy „Smolnyj” (ros. Национа́льный па́рк «Смольный») – park narodowy w północnej części Republiki Mordowii w Rosji. Znajduje się w rejonach iczałkowskim i bolszeignatowskim, a jego obszar wynosi 363,85 km². Został utworzony dekretem rządu Federacji Rosyjskiej z dnia 7 marca 1995 roku. Na zachód od niego znajduje się Rezerwat Mordwiński. Zarząd parku znajduje się w miejscowości Smolnyj. 

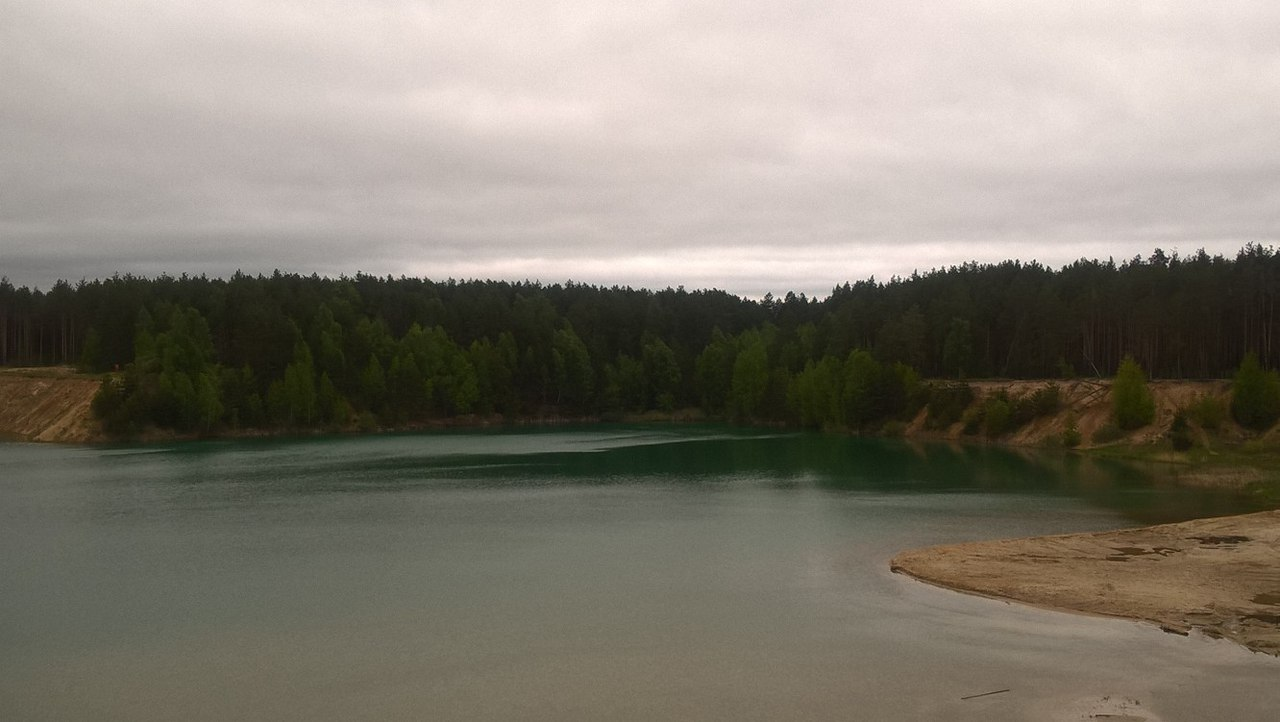
Rzeka Ałatyr

## Opis
Park położony jest w północno-zachodniej części Wyżyny Nadwołżańskiej na lewym brzegu rzeki Ałatyr. Około 95% terytorium parku pokrywają lasy. 

## Flora i fauna
Lasy sosnowe porastają piaszczyste tarasy nad rzeką, natomiast lasy liściaste, w których dominuje dąb i lipa, zajmują tereny wyżynne. W parku rośnie 784 gatunki roślin naczyniowych, 159 gatunków mchów, wiele porostów i grzybów. Są to m.in. kukuczka kapturkowata, kosaciec syberyjski, podkolan biały, nasięźrzał pospolity, podejźrzon rutolistny i widłak jałowcowaty.
W parku występuje 222 gatunki ptaków, 58 gatunków ssaków, 6 gatunków gadów, 11 gatunków płazów, 28 gatunków ryb, 1450 gatunków owadów. Gniazdują rzadkie gatunki ptaków, takie jak orzeł cesarski, gadożer zwyczajny, błotniak stepowy, dubelt, strepet, bielik i orlik grubodzioby.
Spośród gadów powszechne są jaszczurki żyworodne i jaszczurki zwinki, a także żmije zygzakowate i padalce zwyczajne.
Wśród ssaków szeroko rozpowszechnione są nornice rude, łasice pospolite, kuny leśne, lisy rude, łosie euroazjatyckie, dziki euroazjatyckie, gronostaje europejskie i bobry europejskie.

## Klimat
Klimat  jest umiarkowanie kontynentalny. Średnia roczna temperatura powietrza waha się od 3,5 do 4,0 °C. Średnia temperatura stycznia od -11 do -12 °C, a średnia temperatura lipca od 18 do 19 °C. 